# Agustín Durán y de Vicente Yáñez

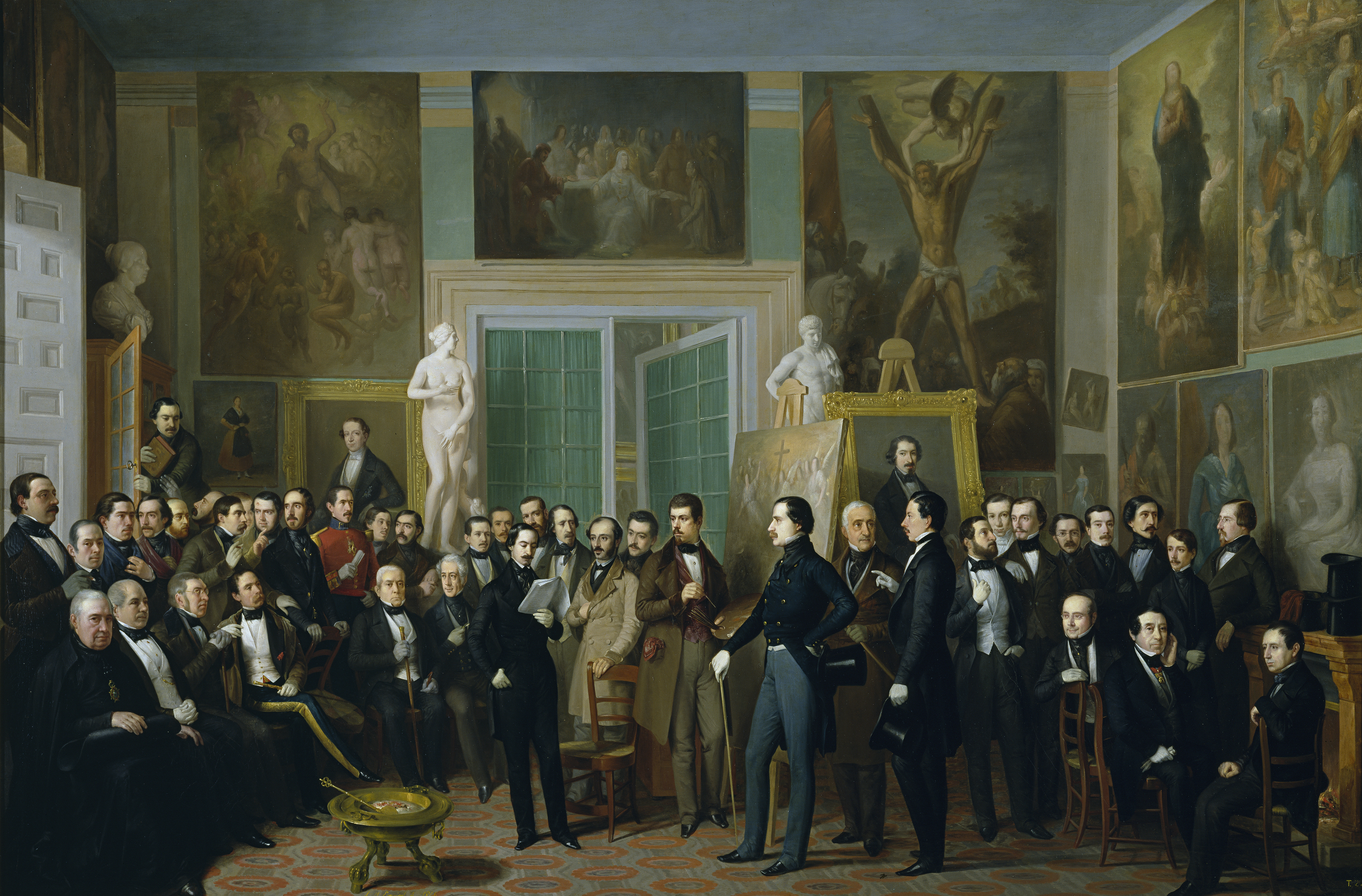
Agustín Durán retratat a Los Poetas contemporaneos per Antonio María Esquivel 1846 - Museu del Prado, Madrid

Agustín Francisco Gato Durán y de Vicente Yáñez (Madrid, 14 d'octubre de 1789 - id., 1 de desembre de 1862) va ser un escriptor i erudit espanyol del Romanticisme, gran estudiós i antòleg del Romancer, oncle d'Antonio Machado.

## Biografia
Parent vuitcentista d'Antonio Machado, qui gairebé va aprendre a llegir en el seu Romancer general, va néixer a Madrid, on el seu pare, el doctor Gato, un extremeny natural d'Alburquerque, treballava com a metge reial. Va estudiar dos anys al Seminari de Bergara, d'on va sortir molt malalt. Entre 1803 i 1806 va freqüentar la tertúlia de Manuel José Quintana, qui hauria de ser el seu gran amic durant els pròxims anys i amb qui compartia un profund amor a la literatura espanyola i les seves figures exemplars, i va marxar a Sevilla a l'octubre de 1806 per estudiar a la seva universitat lleis i filosofia; allí va estar, excepte un breu lapse en què es va trobar als Reials Estudis de San Isidro de Madrid, fins a 1817, any en què es va graduar en lleis. A Sevilla va iniciar la seva col·lecció de romanços i peces de teatre antic castellà, de les quals va arribar a acumular una cabalosa i escollida biblioteca particular que a la seva mort va passar als fons de la Biblioteca Nacional. Així mateix es va iniciar en els secrets de la bibliofilia i bibliografia hispàniques amb Bartolomé José Gallardo. Ell li va inculcar el respecte als textos originals i la crítica de la seva veracitat històrica. També fou amic d'Alberto Lista, qui el va influir fins que va haver d'abandonar Sevilla pel seu afrancesament en 1813.
Va exercir l'advocacia a Valladolid, ja que en la seva Chancillería hi treballava un oncle seu. Va casar amb María Cayetana Cuervo en 1820 i van tenir tres fills. Entre 1821 a 1823 va tenir un càrrec en la Direcció general d'Estudis de la que en va ser expulsat per les seves idees liberals, d'altra banda bastant moderades, en advenir l'absolutisme de Ferran VII. Aleshores va ajudar Leandro Fernández de Moratín en la confecció dels seus Orígenes del teatro español.
Amb la tornada dels liberals en 1834 va ser nomenat per Maria Cristina Secretari de la Inspecció General d'Impremtes i Llibreries i bibliotecari de la Reial, després Biblioteca Nacional; en aquestes últimes labors es va ocupar a elaborar un Índex alfabètic d'autors i matèries de la Col·lecció Salazar y Castro en 1836. També va ser escollit acadèmic de la llengua (1834). Va participar en la creació del nou Ateneo de Madrid i va reprendre la seva amistat amb Quintana, Lista, Wolf, Serafín Estébanez Calderón (amb qui preparava l'edició d'un Romancero que no va arribar a sortir) i Juan Nicolás Böhl de Faber. L'amistat amb Gallardo es va deteriorar per complet i va deixar d'existir definitivament en 1840 amb motiu de la caiguda de la regent Maria Cristina.
La revolució de 1840 va provocar la dimissió de Durán, però va tornar al seu lloc en 1844 després de caure el regent Espartero en 1843; aquest mateix any va publicar la seva edició dels Sainetes de Ramón de la Cruz. Després es va dedicar a preparar la segona edició de la seva col·lecció de romanços per a la Biblioteca de Autores Españoles de Manuel Rivadeneyra.
En 1847 va ser nomenat acadèmic de l'Espanyola i en 1854 director de la Biblioteca Nacional. Va rebre de la reina la Gran Creu de la Reial Orde d'Isabel la Catòlica i va ser nomenat membre de l'Acadèmia Greco-Llatina i la Académie d'Archéologie de Belgique. També va accedir al càrrec de vicepresident de la Junta Superior d'Arxius i Biblioteques.
A aquests honors va seguir l'agreujament de la seva malaltia crònica, una feblesa del sistema limfàtic que li havia causat de sempre greus dolors a la regió abdominal. En 1861 va sortir per a Baños de Alhama. A l'any següent va haver de jubilar-se de la seva posició a la Biblioteca. Una pneumònia li va impedir assistir a la cerimònia commemorativa que l'Acadèmia va efectuar a la Casa de Lope de Vega el 25 de novembre de 1862. Durán es va quedar al llit. Se li va administrar l'extrema unció el dia 30 i el primer de desembre va expirar. Està enterrat a la mateixa Església de San Martín on es va casar. El sepulcre ja no existeix, perquè va ser destruït durant la Guerra Civil Espanyola.